# Darcie pierza

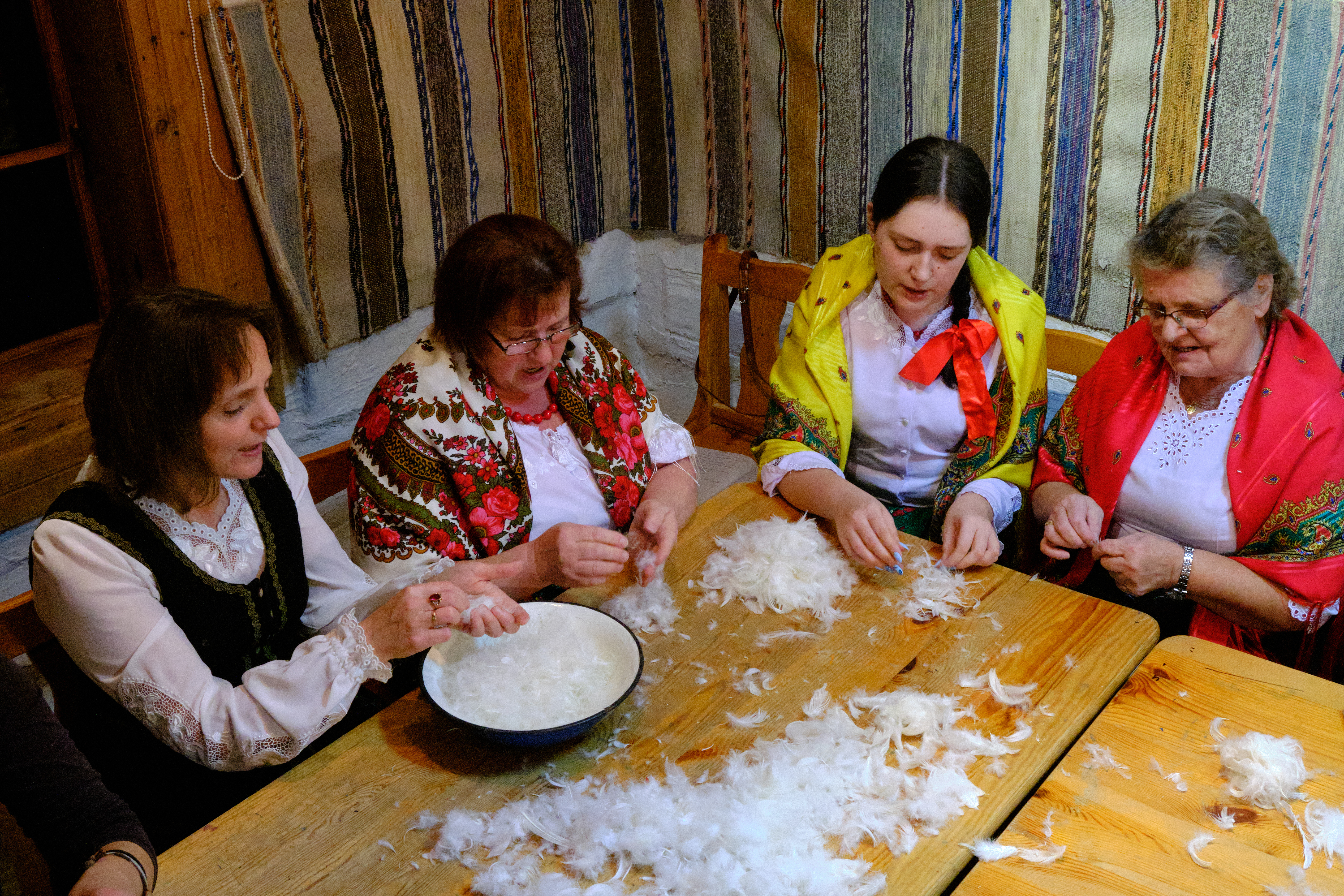
Kobiety podczas wspólnego darcia pierza, Zubrzyca

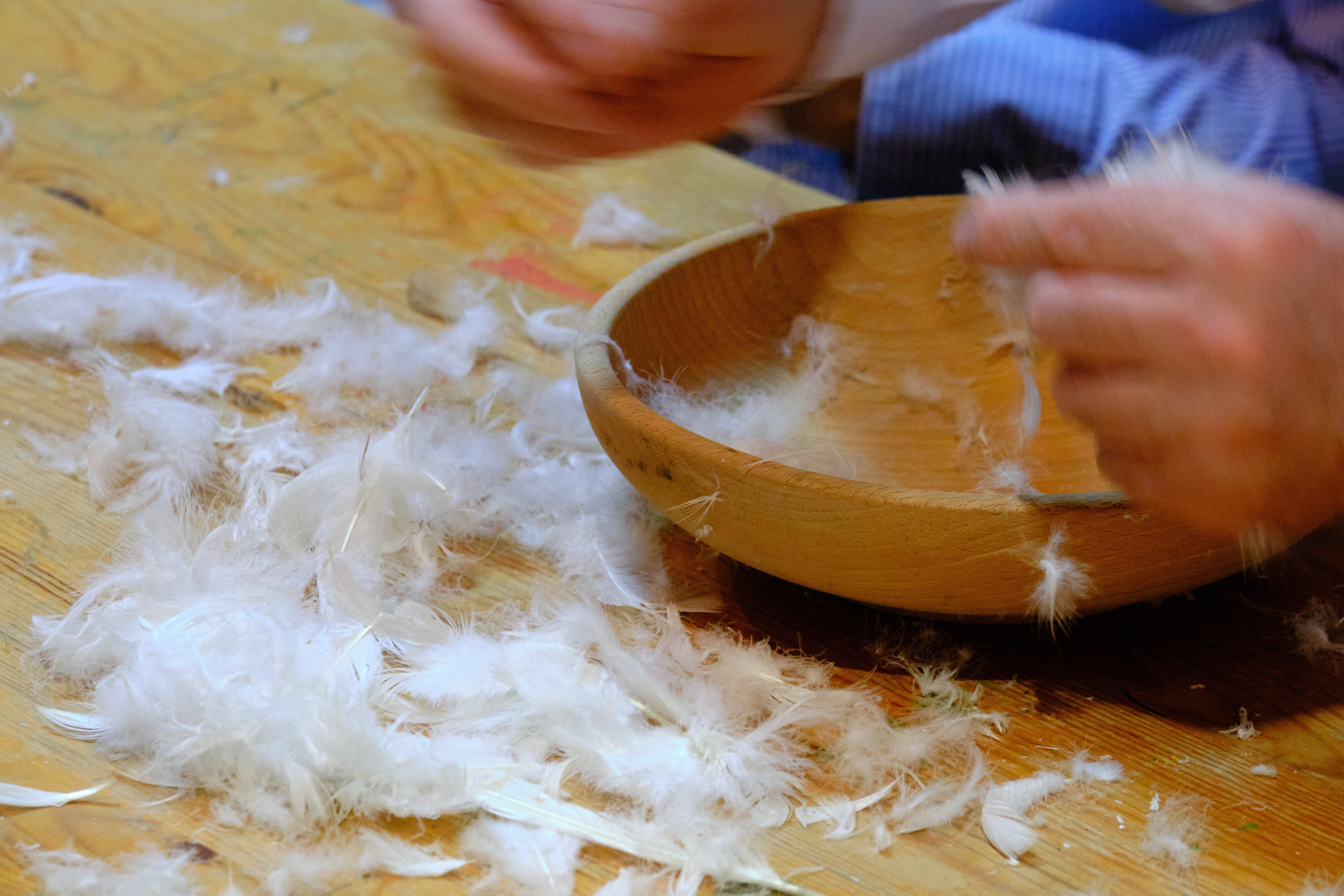
Darcie pierza w Zubrzycy, Orawa

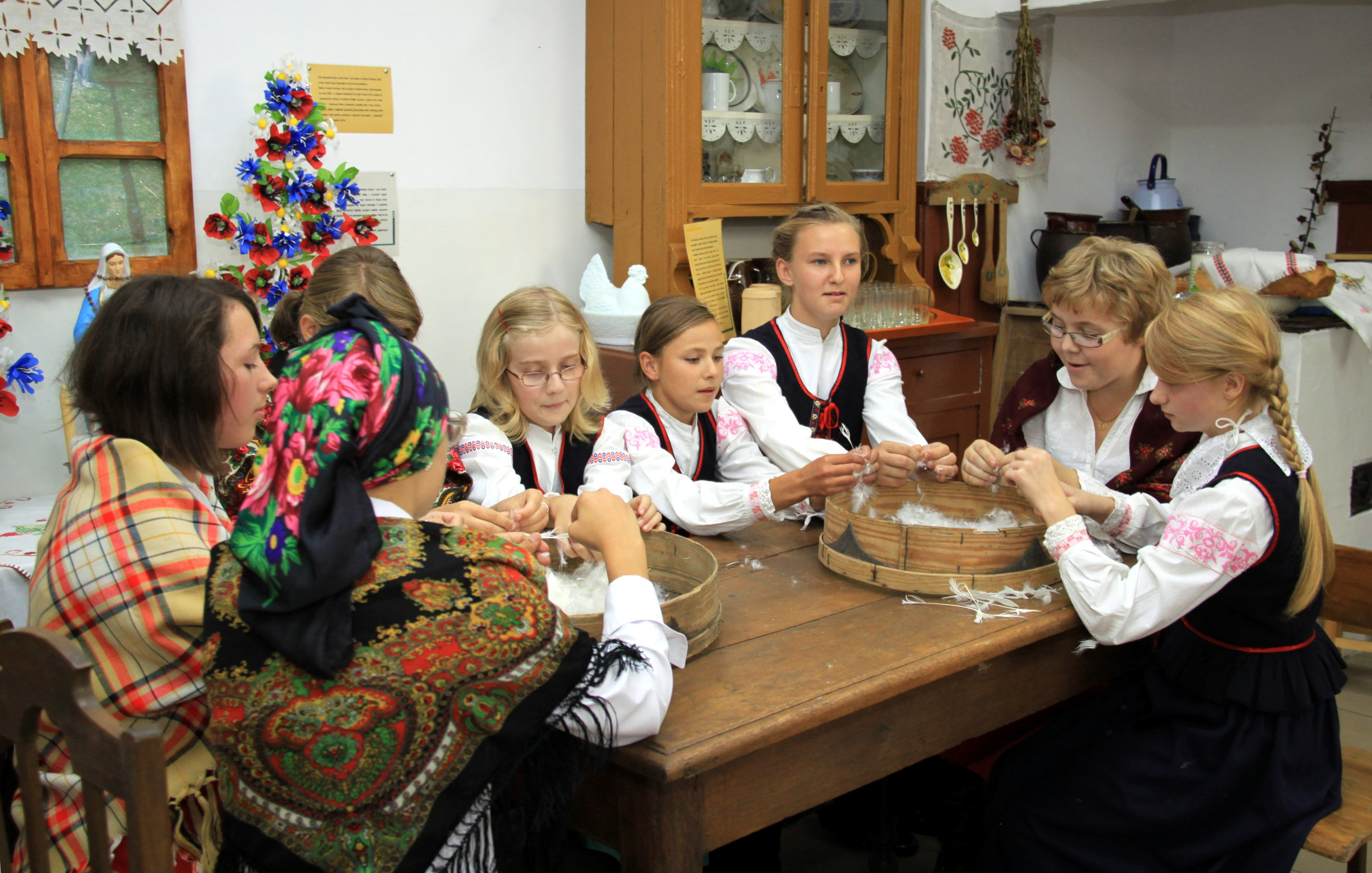
Darcie pierza – pokaz w szkolnej Izbie Regionalnej w Kamedułach

Darcie pierza, wyskubki, wydzirki, pierzajki, szkubki, pierzak i in. – oddzieranie z gęsich (czasami innych) piór chorągiewek od twardych stosin oraz oddzielanie puchu. Dawniej wykonywane ręcznie w zimie w związku z przygotowywaniem wkładu do kołder i poduszek dawanych następnie córkom w posagu.

## Opis
Prace nad pozyskaniem pierza trwały od listopada do końca zimy. W kolejnych domach grupy skubaczek spotykały się na 2-3 tygodnie, zależnie od potrzeb, a także liczby gęsi. Kolejne etapy pracy kończyły się poczęstunkiem lub zabawą, zwanymi wyskubkiem, będącymi formą zapłaty za pracę.  
Gwarowe nazwy to szkubanie, skubaczki, poranie piyrzi, pobaba, drzycie pierza, wracka, pierzak, deńki. Na Śląsku Opolskim używano gwarowego niemieckiego słowa federbal (także: fejderbal).

## Obecność w kulturze
Darcie pierza jest formą wielu widowisk folklorystycznych, warsztatów śpiewu lub - na wzór pierwotnego zwyczaju - okazją do integracyjnych spotkań kobiet. Agnieszka Osiecka napisała tekst dramatyczny Darcie pierza (inspirowany przez Singera).